# Eccymatoge liometopa
Eccymatoge liometopa là một loài bướm đêm trong họ Geometridae.